# الدوري التشيكي لكرة القدم
الدوري التشيكي الممتاز (بالتشيكية:1. česká fotbalová liga) هي الدرجة الممتازة لكرة القدم في جمهورية التشيك، ويشارك في الدوري الممتاز 16 أندية. وتم تأسيسه في عام 1993.